# Árpád-Linie
Die Árpád-Linie war eine ungarische Festungslinie im Zweiten Weltkrieg, die zwischen 1941 und 1944 in den nordöstlichen und östlichen Karpaten an der Grenze des Königreichs Ungarn errichtet wurde. Es wurde nach Árpád, dem Oberhaupt der ungarischen Stämme, benannt. Die Hauptfunktion der Linie bestand darin Siebenbürgen, das Szeklerland und die Karpato-Ukraine von Angriffen aus dem Osten (Sowjetunion) her zu schützen. Die Linie war als Hauptverteidigungslinie gestaltet. Dieser Linie vorgelagert lagen die Linien Hunyad-Linie und Prinz-Eugen-Linie. Die Linie war als flexible Verteidigungslinie ähnlich der finnischen Mannerheim-Linie oder der israelischen Bar-Lew-Linie konzipiert.

## Bilder

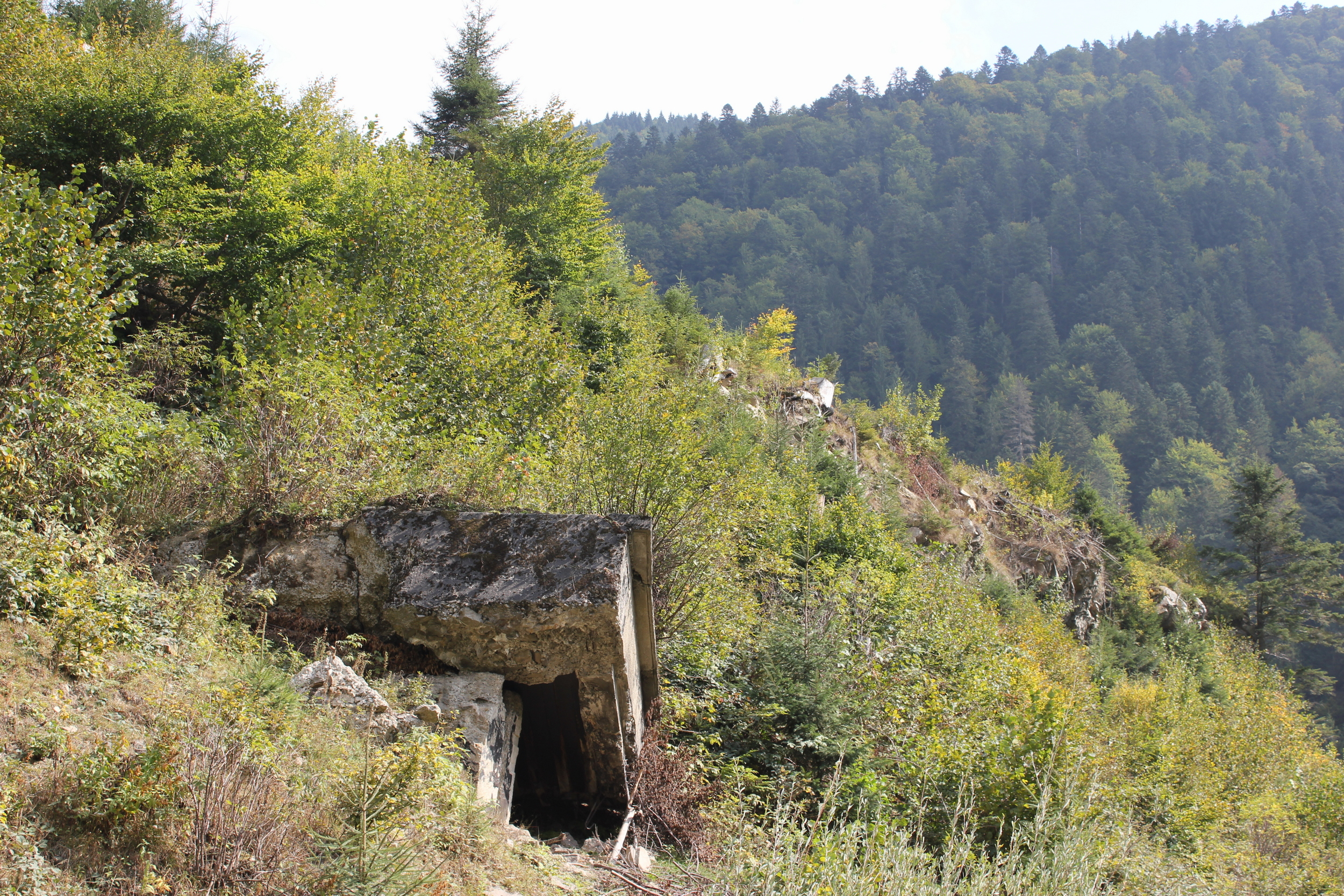
Bunker der Árpád-Linie bei Ust-Chorna, Ukraine.
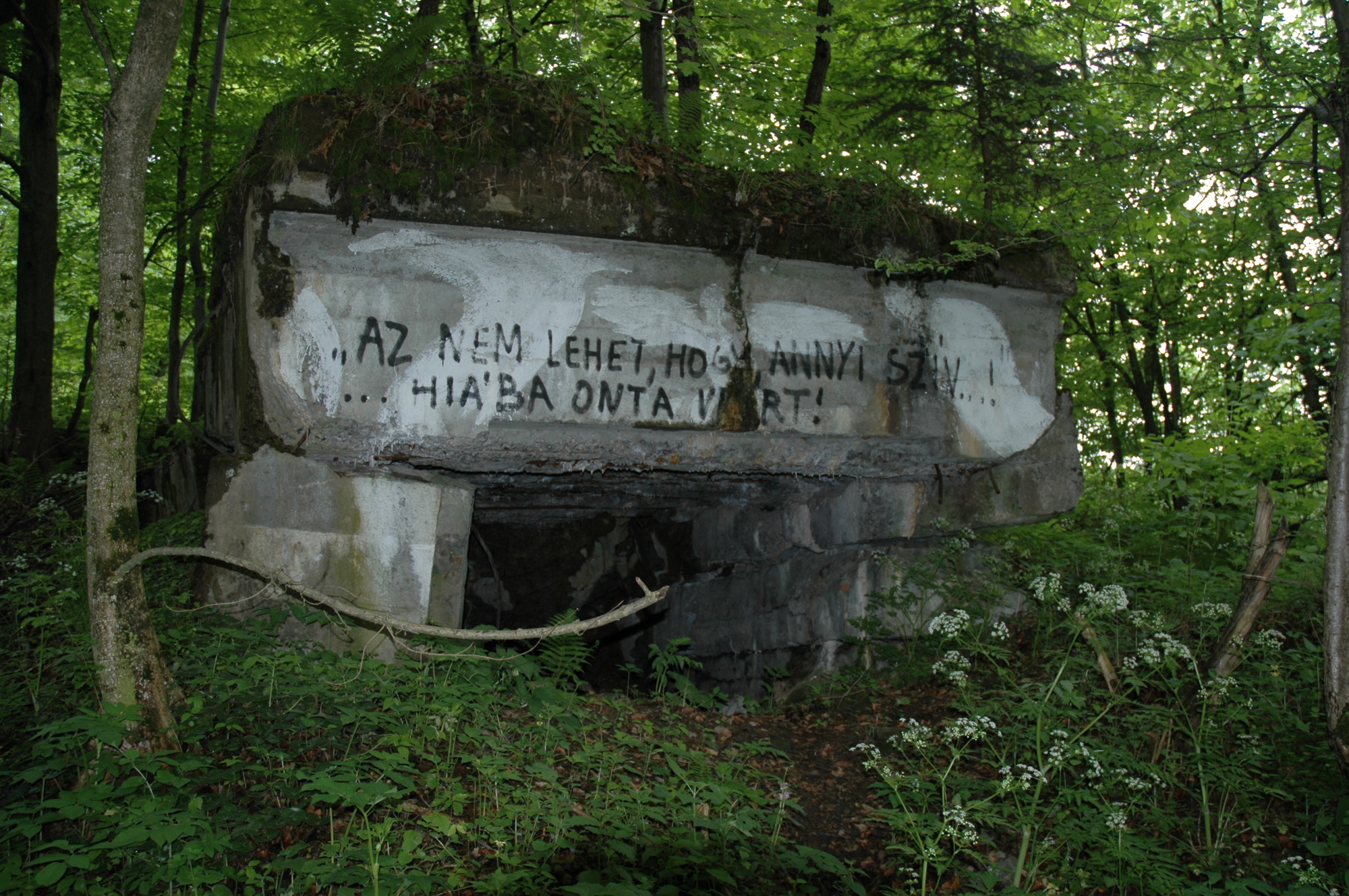
Geschützbunker der Árpád-Linie im Tal des Flusses Latorice
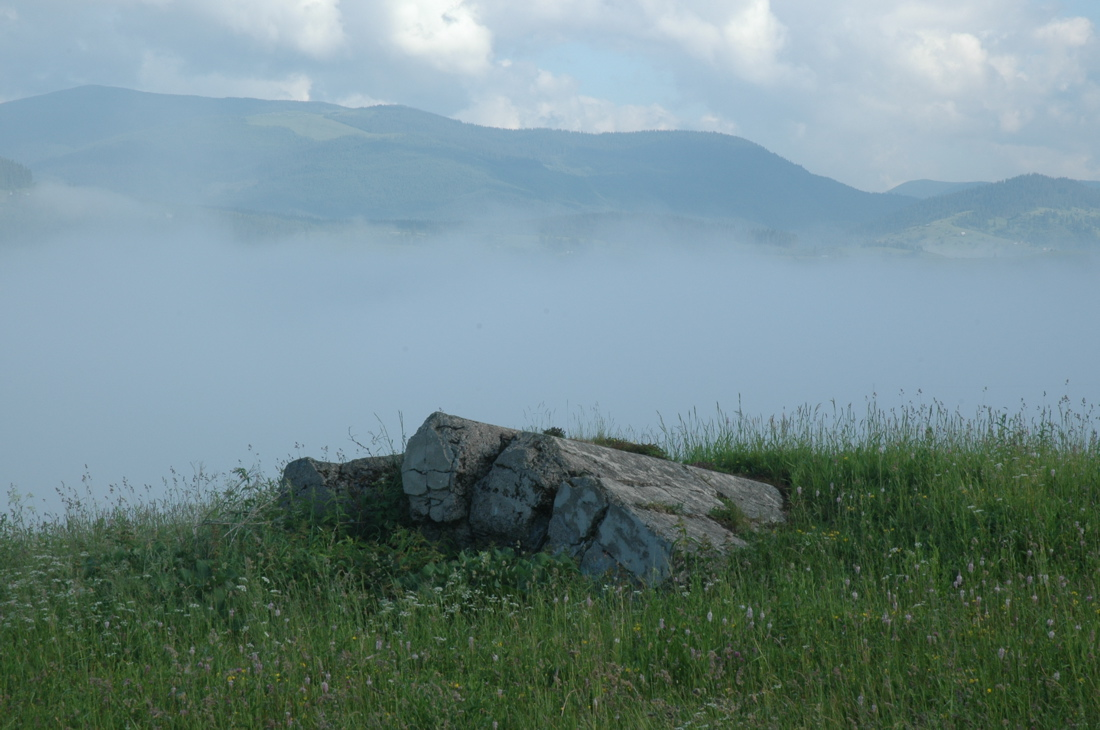
Ein zerstörter Bunker der Árpád-Linie bei Yasinia
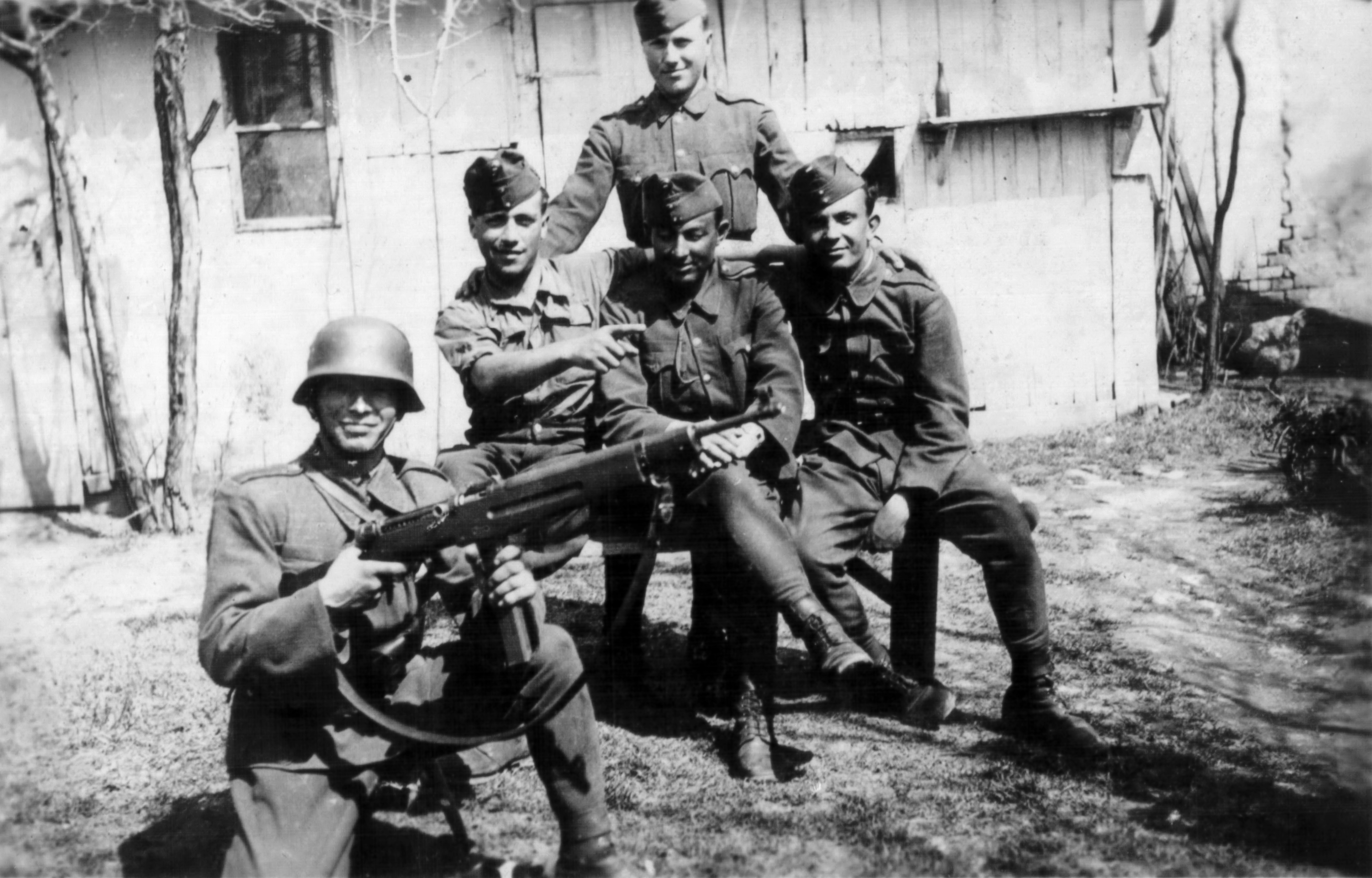
Ungarische Gebirgsjäger in den Karpathen
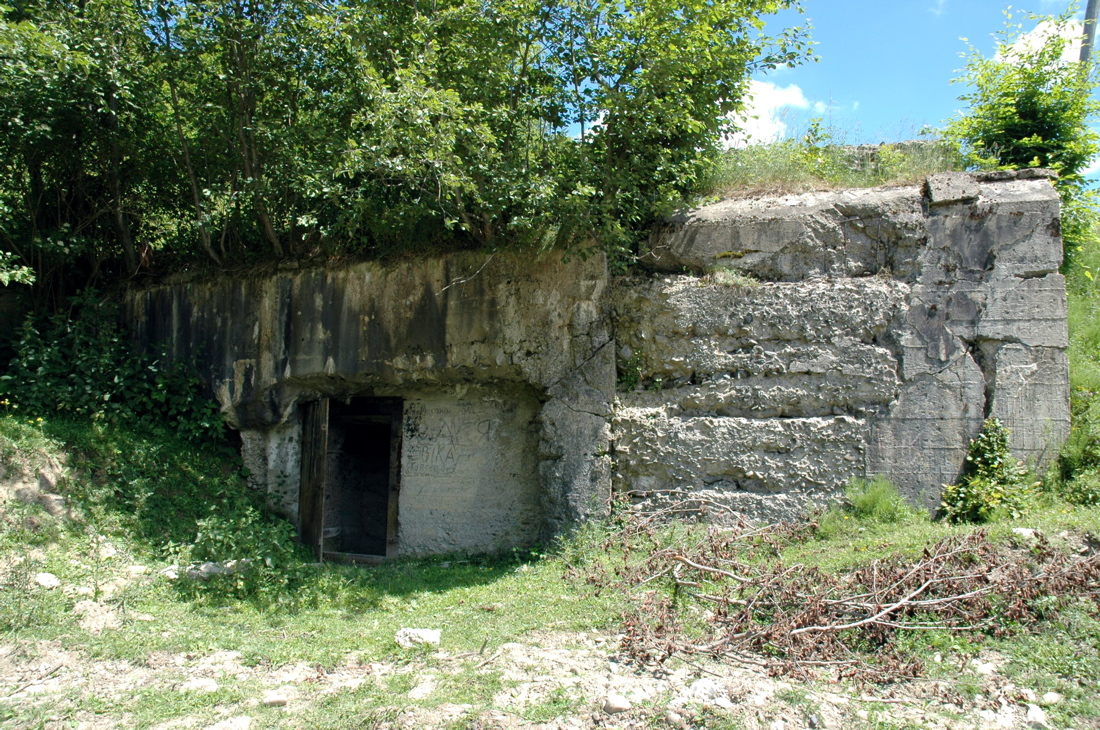
Bunker bei Welyka Hrabiwnycia (Ukraine)
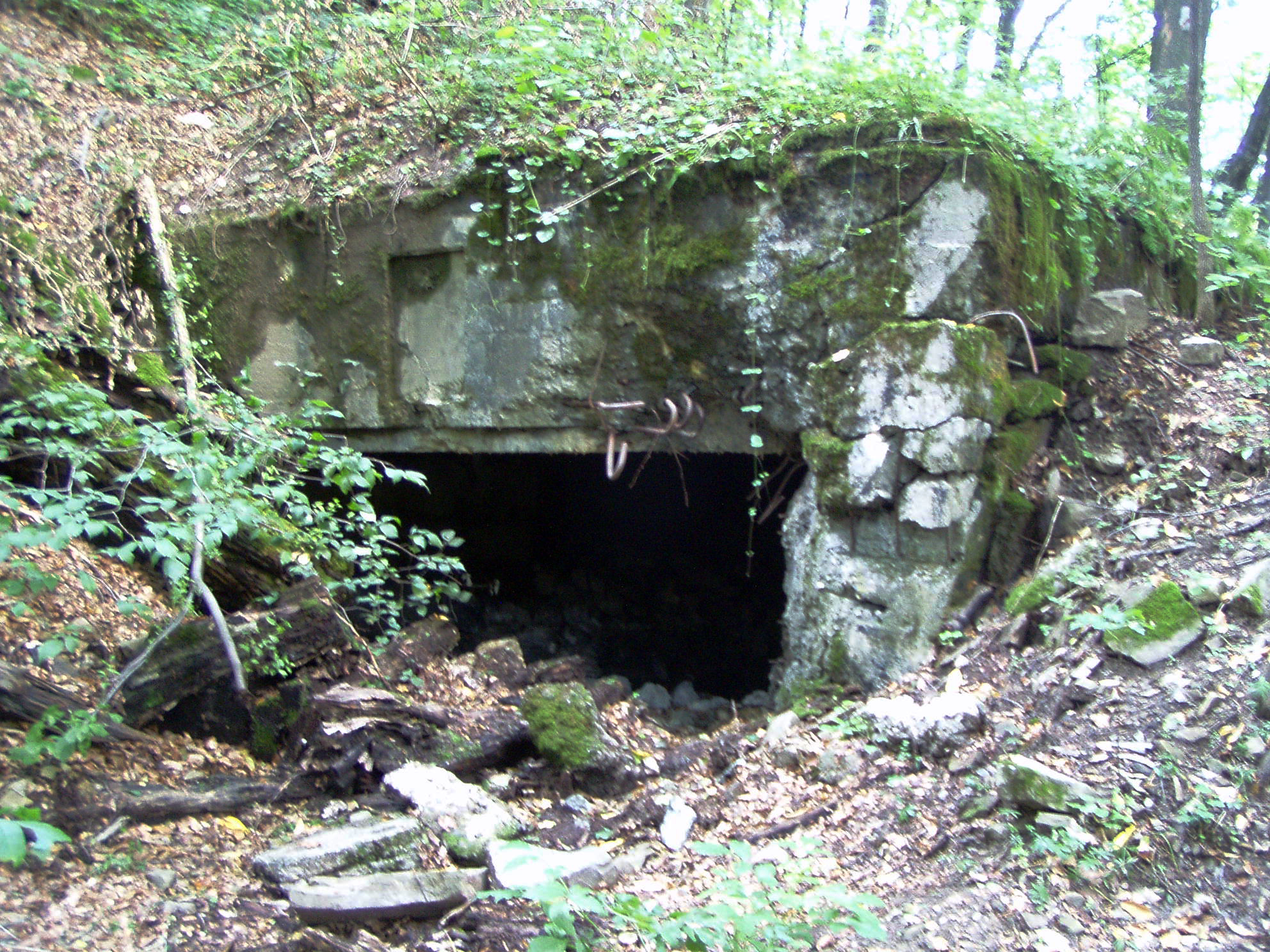
Bunker der Arpad-Linie bei Jornava.